# Péréquation des notes
 (février 2024).
Si vous disposez d'ouvrages ou d'articles de référence ou si vous connaissez des sites web de qualité traitant du thème abordé ici, merci de compléter l'article en donnant les références utiles à sa vérifiabilité et en les liant à la section « Notes et références ».

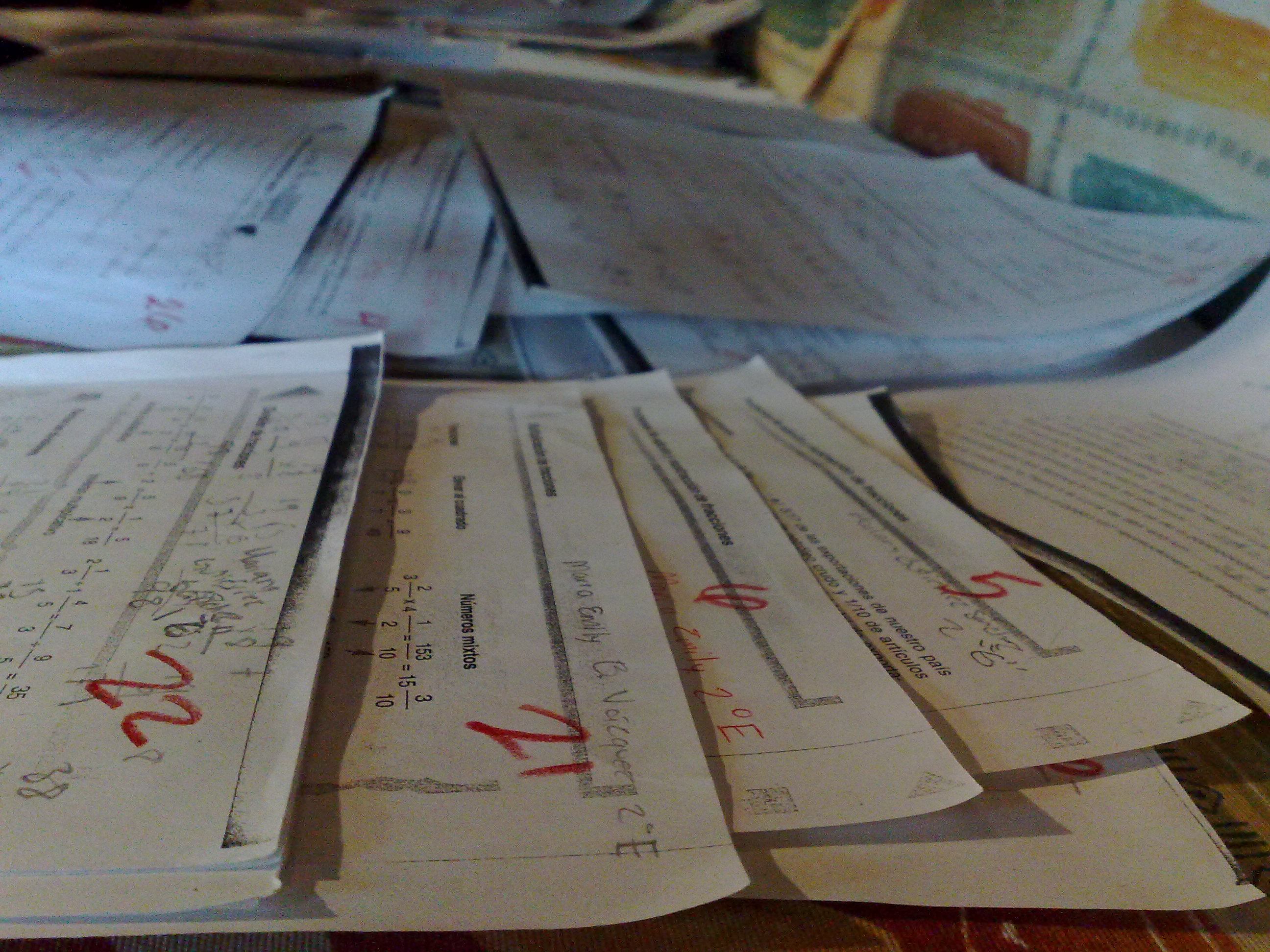
Des copies d'examen notées en rouge.

La péréquation des notes consiste après la correction de copies d'examen par différents correcteurs, à remanier leurs notes de manière à les harmoniser. 
On tente ainsi de réduire l'écart dû non au travail de l'étudiant, mais au correcteur. On peut le faire en modifiant les notes de manière que les moyennes des notes attribuées par les uns et les autres soient proches, en agissant en particulier sur la dispersion des notes (écart type).